# Allocnemis mitwabae
Allocnemis mitwabae е вид водно конче от семейство Platycnemididae. Видът е почти застрашен от изчезване.

## Разпространение
Разпространен е в Демократична република Конго.